# Лудвигшоргаст
Лудвигшоргаст (њем. Ludwigschorgast) град је у њемачкој савезној држави Баварска. Једно је од 22 општинска средишта округа Кулмбах. Према процјени из 2010. у граду је живјело 989 становника. Посједује регионалну шифру (AGS) 9477135.

## Географски и демографски подаци
Лудвигшоргаст се налази у савезној држави Баварска у округу Кулмбах. Град се налази на надморској висини од 339 метара. Површина општине износи 5,9 km². У самом граду је, према процјени из 2010. године, живјело 989 становника. Просјечна густина становништва износи 166 становника/km².